# Loena 25

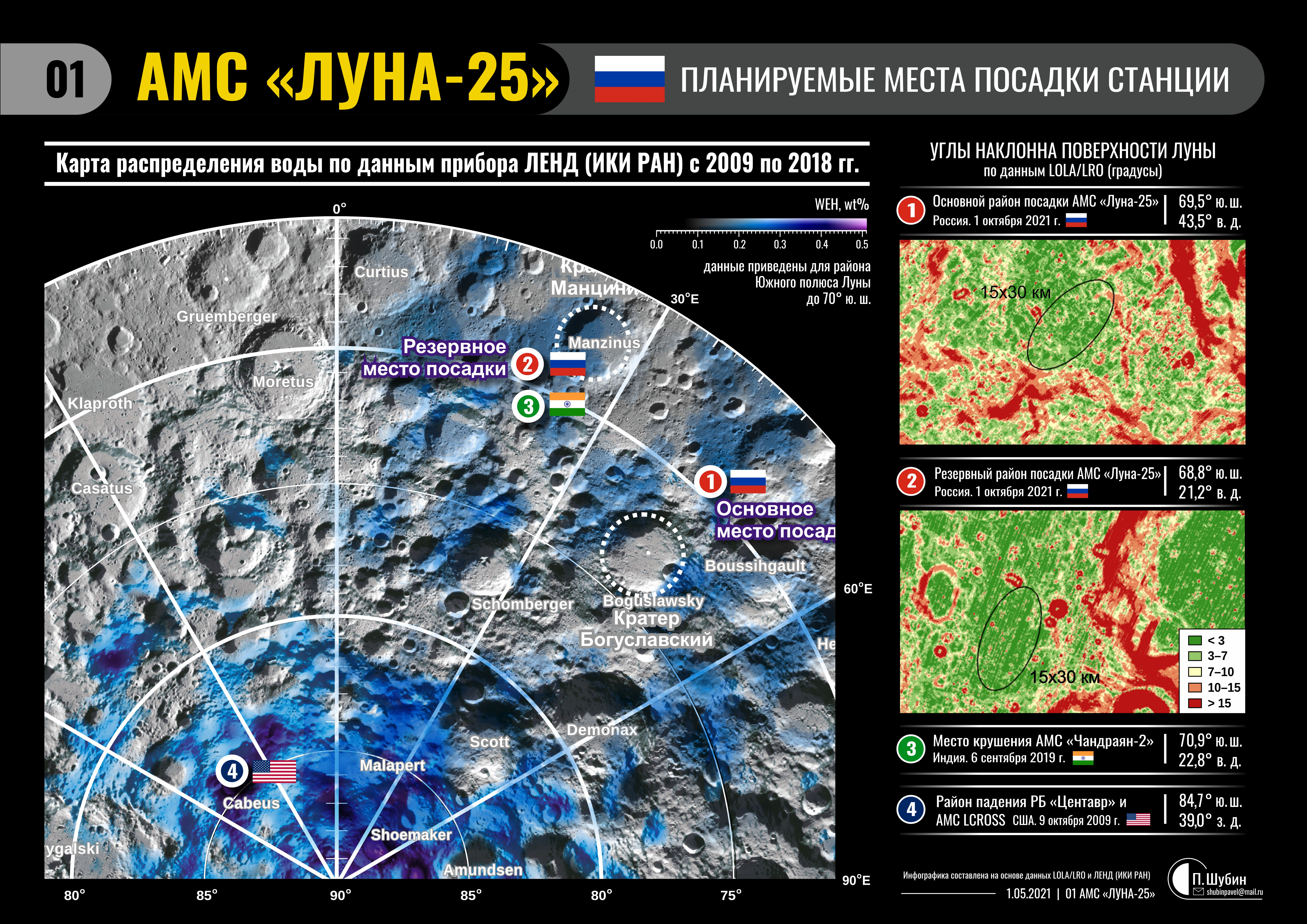
Beoogde landingsplaats (1) of (2) bij de maanzuidpool.

De Loena 25 of Loena-25 (Russisch: Луна-25) was een maanlandingsmissie van het Russische ruimtestaatsbedrijf Roskosmos. De lancering van de maanlander vond plaats op 10 augustus 2023, 23:10u UTC. De beoogde landingsplaats was de Boguslawskykrater bij de zuidpool van de maan maar de maanlander stortte op 19 augustus neer op 400 kilometer afstand van die krater.

## Doel
Na een succesvolle landing moesten de instrumenten voornamelijk de samenstelling en eigenschappen van regoliet-maanstof en de plasma- en stofcomponenten van de maan-exosfeer bestuderen, en mogelijk ook ijswater opgraven.
De zuidpool van de maan wordt gezien als een veelbelovende plek voor toekomstige projecten, waardoor de succesvolle werking van het landingssysteem van de maanlander een primair doel was van de missie. De zuidpool heeft kraters waarvan de randen permanent zonlicht krijgen, en is dus potentieel interessant voor zonnepanelen. Het ijs in de kraters zou daarnaast kunnen dienen voor water en zuurstof bij het bouwen van een maanbasis.

## Geschiedenis

### Ontwikkeling
Het Loena 25-project liep sinds eind jaren 90. In 1998 werden twee ontwerpen voor ruimtevaartuigen afgeserveerd. Pogingen tot internationale samenwerkingen met onder meer India draaiden op niets uit. De mislukte marsmaan-missie met de Russische ruimtesonde Phobos-Grunt was het signaal voor ruimtevaartuigontwerper NPO Lavochkin, een dochterbedrijf van Roskosmos, dat verder uitvoerig onderzoek nodig was voor de Loena 25. Verdere vertragingen kwamen er doordat het bedrijf voorrang gaf aan andere projecten zoals de weersatelliet Elektro-L No.2, het Spektr-RG-observatorium en het Russische landingsplatform voor de ExoMars 2020.
In 2017 was het voortstuwingssysteem voor het ruimtevaartuig in assemblage.
De Loena 25 had enkel een lander en geen orbiter, wat wel voorzien is voor de Loena 26. De lander (800 kg droge massa, en bij de lancering 950 kg brandstof) had 30 kg aan wetenschappelijke instrumenten aan boord, zoals een 1,6 meter lange robotarm (LRA) voor bodemmonsters en mogelijke boorapparatuur. Het Europees Ruimteagentschap (ESA) zou een experimentele navigatiecamera leveren maar door de Russische invasie van Oekraïne in 2022 werd de samenwerking door Europese sancties stopgezet.

### Vlucht
Op 11 augustus 2023 om 01:10 uur Midden-Europese Zomertijd (MEZT) werd de Loena 25-maanlander succesvol gelanceerd met een Sojoez-2.1b-raket vanop Kosmodroom Vostotsjny, een lanceerbasis zo’n 5.550 kilometer ten oosten van Moskou.
De reis naar de maan duurde vijf dagen. Op 16 augustus kwam de lander in een cirkelvormige baan om de Maan, 95 à 100 kilometer boven het oppervlak. Gedurende zeven dagen naderde de lander in elliptische baan tot ongeveer 12 kilometer van het oppervlak, alvorens te landen in de buurt van de zuidpool ten noorden van de Boguslavsky-krater. Dat zou tussen 21 en 23 augustus moeten gebeuren. Terwijl maakte de lander maanfoto's van onder meer de krater Zeeman, de op twee na diepste krater op het zuidelijk halfrond van de maan, en registreerde het een mogelijke inslag van een micrometeoriet. Daarnaast werden resultaten ontvangen van Loena 25 over de chemische elementen in de maanbodem.

### Crash
Op 19 augustus ontstond er een probleem tijdens een manoeuvre die Loena 25 in een voorbereidende baan voor het uiteindelijke landingstraject moest brengen. De motor werkte 127 seconden in plaats van de geplande 84 seconden waardoor het ruimtevaartuig niet in de beoogde baan terecht kwam. Het contact met het ruimtevaartuig ging verloren en werd niet meer hersteld. De beoogde landingsplaats en landingsdatum waren niet meer haalbaar. Op 20 augustus 2023 meldde Roskosmos dat Loena 25 was neergestort op het maanoppervlak.

Animatie van twee maanoppervlak-foto's voor en na de crash van Loena 25

Op aangeven van Roskosmos liet het Amerikaanse ruimtevaartbureau NASA hun sonde Lunar Reconnaissance Orbiter (LRO) de vermoedelijke inslagpunt van de Russische maanlander op de maan observeren. Vijf dagen na de crash maakte LRO een foto van een nieuwe kleine krater van tien diameter op de maan, waarvan NASA denkt het de inslagpunt van Loena 25 te zijn. De krater ligt op ongeveer 400 kilometer van de geplande landingsplaats van de maanlander.
Roskosmos verklaarde medio oktober 2023 dat een niet goed functionerende controle-eenheid waarschijnlijk de crash heeft veroorzaakt waardoor de motoren niet de geplande 84 maar uiteindelijk 127 seconden werden geactiveerd.

## Naam
Eerder werd het ruimtevaartuig Luna-Glob lander genoemd, maar het werd herdoopt tot Loena 25 om een link te leggen naar de Loena-missies uit het Sovjettijdperk. Loena 24 was in 1976 het laatste Russische ruimtevaartuig dat met succes op de maan landde.

## Instrumenten
Er waren acht wetenschappelijke instrumenten aan boord van Loena 25:
- ADRON-LR is een gammastraal- en neutronenspectrometer om het regoliet-oppervlak te bestuderen.
- ARIES-L detecteert geladen deeltjes en neutralen in de polaire exosfeer.
- LIS-TV-RPM, een infrarood spectrometer, meet oppervlaktewater en hydroxide (OH) en is gemonteerd op de LRA (robotarm).
- De LASMA-LR-massaspectrometer zou de samenstelling van regolietmonsters (1 - 2 kubieke cm) van de LRA meten met behulp van laserablatie.
- De PML-detector zou stof in de polaire exosfeer bestuderen.
- STS-L is een panoramisch en lokaal beeldvormingssysteem.
- THERMO-L zou de thermische eigenschappen van het regoliet bestuderen
- Een laser-retroreflector-paneel voor maan-libratie en het meten van de afstand tussen de oppervlakken van de aarde en de maan.

De datatransmissiesnelheid terug naar de aarde was gepland op 4 Mbits/sec.
Loena 1958A · Loena 1958B · Loena 1958C · Loena 1 · Loena 1959A · Loena 2 · Loena 3 · Loena 1960A · Loena 1960B · Spoetnik 25 · Loena 1963B · Loena 4 · Loena 1964A · Loena 1964B · Kosmos 60 · Loena 1965A · Loena 5 · Loena 6 · Loena 7 · Loena 8 · Loena 9 · Kosmos 111 · Loena 10 · Loena 11 · Loena 12 · Loena 13 · Loena 1968A · Loena 14 · Loena 1969A · Loena 1969C · Loena 15 · Kosmos 300 · Kosmos 305 · Loena 1970A · Loena 16 · Loena 17 · Loena 18 · Loena 19 · Loena 20 · Loena 21 · Loena 22 · Loena 23 · Loena 1975A · Loena 24 · Loena 25 · Loenochod